# Sven Loll
Sven Loll (ur. 4 kwietnia 1964 w Berlinie Wschodnim) – wschodnioniemiecki, a potem niemiecki judoka. Srebrny medalista olimpijski z Seulu 1988. Walczył w wadze lekkiej.
Uczestnik mistrzostw świata w 1987 i 1985. Startował w Pucharze Świata w latach 1990–1992. Wicemistrz Europy w 1988 i trzeci w 1987 roku.

## Letnie Igrzyska Olimpijskie 1988
| Konkurencja | Rundy eliminacyjne         | Rundy eliminacyjne        | Rundy eliminacyjne     | Rundy eliminacyjne | Finały                | Finały                 | Klas. końcowa |
| Konkurencja | 1/62                       | 1/32                      | 1/16                   | 1/4                | Półfinał              | Finał                  | Miejsce       |
| ----------- | -------------------------- | ------------------------- | ---------------------- | ------------------ | --------------------- | ---------------------- | ------------- |
| 71 kg       | Lotuala N’Dombassy (ANG) Z | Johannes Wohlwend (LIE) Z | Steffen Stranz (FRG) Z | Mike Swain (USA) Z | Kerrith Brown (GBR) Z | Marc Alexandre (FRA) P | 2.            |